# Station-service du Kremlin rue Volkonska
La station-service du Kremlin de la rue Volkonska est une station d'essence située rue Volkonska (ru), dans le district administratif central, à Moscou, en Russie. 
Elle est classée Objet patrimonial culturel de Russie.